# Sloupno (Hradec Králové-i járás)
Sloupno település Csehországban, a Hradec Králové-i járásban. Sloupno Nový Bydžov, Smidary, Skřivany, Starý Bydžov és Králíky településekkel határos. Lakosainak száma 520 fő (2024. január 1.).

## Népesség
A település lakosságának változását az alábbi diagram mutatja:
| Lakosok száma | 620  | 696  | 905  | 632  | 499  | 494  | 518  | 516  | 511  | 520  |
|               | 1869 | 1890 | 1921 | 1950 | 1980 | 2001 | 2017 | 2019 | 2022 | 2024 |